# 養基神社
養基神社（やぎじんじゃ）は、岐阜県揖斐郡池田町にある神社。式内社の美濃国池田郡養基神社である。美濃国池田郡の式内社は養基神社の1社のみである。旧社格は郷社。

## 沿革
創建時期は不明であるが、嘉祥2年（849年）に官社となったという記述が続日本後紀にある。
江戸時代は「八木大明神」「八岐明神」と称していた。明治6年（1873年）に郷社となった際、養基神社に改称している。

## 祭神
- 養基大神
養基大神は如何なる神かは不明。一説では、この地域は粕川などの伊吹山地や池田山からの数多くの川が流れており、この川の神を祀ったという。また、八岐に通じることから、分岐の神ともされている。
神社名鑑は市杵島姫命を祭神とする。

## 交通
- 養老鉄道美濃本郷駅より約2km。